# Mola di Bari (stacja kolejowa)
Mola di Bari (wł. Stazione di Mola di Bari) – stacja kolejowa w Mola di Bari, w prowincji Bari, w regionie Apulia, we Włoszech. Znajduje się na linii Adriatica. 
Według klasyfikacji RFI ma kategorię srebrną.

## Linie kolejowe
- Adriatica